# Сулківщина
Сулківщина — один з районів малоповерхової садибної забудови міста Мостиська (колишнє приміське село) на лівому березі річки Січна.

## Історія
4 листопада 1861 року під час відкриття першої галицької залізниці «Львів — Перемишль» в селі відкрито станцію, яка називалася Мостиська.
У 1880 році село Сулківщина належало до Мостиського повіту Королівства Галичини та Володимирії Австро-Угорської імперії, в селі було  120 будинків і 640 жителів, з них 16 греко-католиків, 574 римо-католики, 50 юдеїв. Місцеві греко-католики належали до парафії Мостиська Мостиського деканату Перемишльської єпархії.
На 01.01.1939 в селі було 700 мешканців, з них 20 українців, 670 поляків і 10 євреїв. Село входило до ґміни Мосьціска Мостиського повіту Львівського воєводства Польської республіки. Після анексії СРСР Західної України в 1939 році село включене до Мостиського району Дрогобицької області.